# Anton von Schönfeld

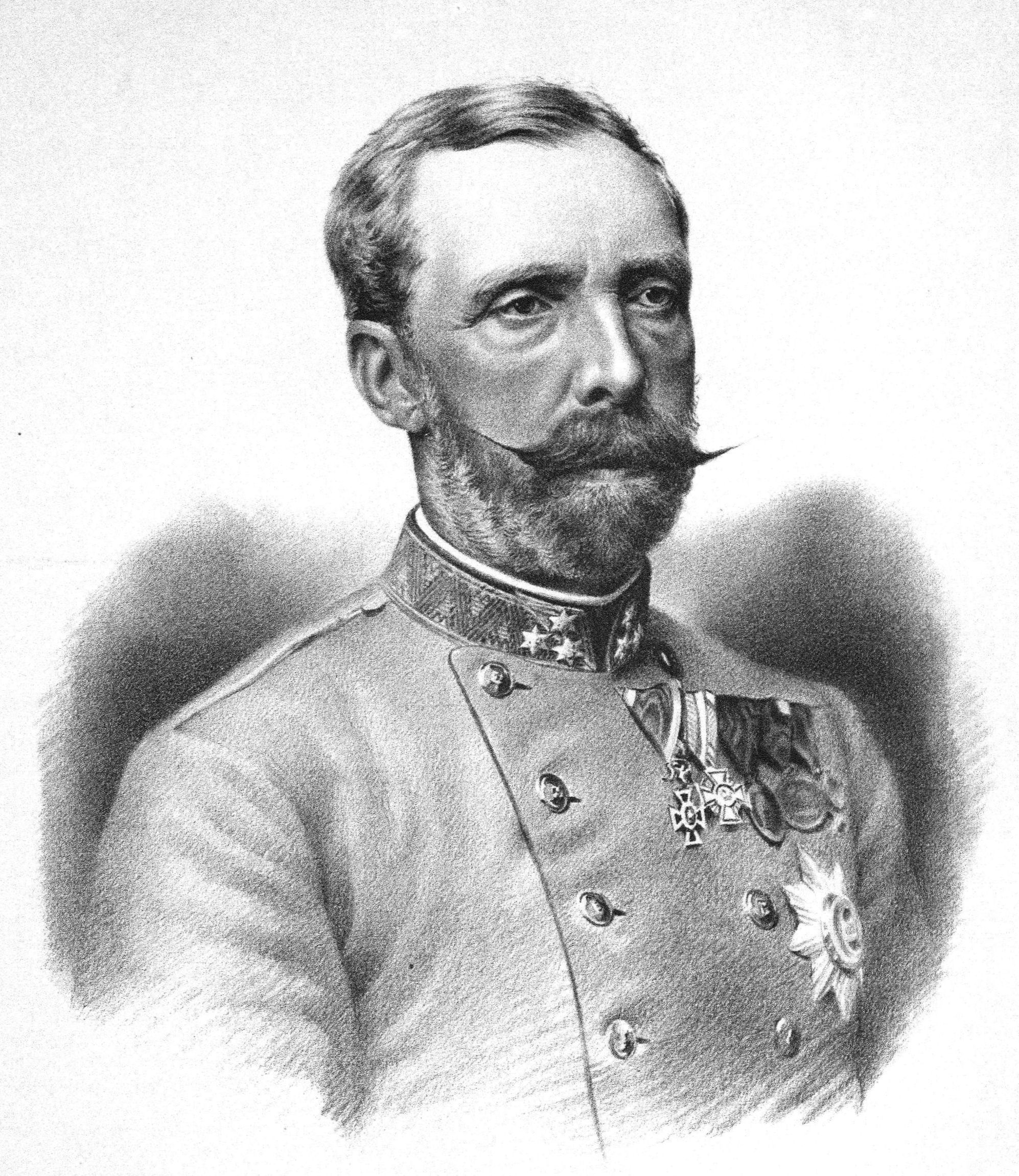
Um 1890

Anton Maria Emmerich Wilhelm Freiherr von Schönfeld (* 3. Juli 1827 in Prag; † 7. Jänner 1898 in Wien) war ein österreichischer Militär, zuletzt Feldzeugmeister (General der Artillerie) und Generaltruppeninspektor der k.u.k. Armee. Er war ein Angehöriger des böhmischen Adelsgeschlechts von Schönfeld.

## Leben

Porträt im Nachruf

Anton Freiherr von Schönfeld entstammte einer in Böhmen ansässigen Familie, die am 20. Juli 1594 in den Reichsritterstand, am 9. August 1814 in den österreichischen Ritterstand erhoben wurde und am 14. Juli 1816 das böhmische Inkolat erhielt.  Antons Vater war der Kreishauptmann Johann von Schönfeld verehelicht mit Katharina Koller. Sein Bruder Wenzel von Schönfeld wurde k.k. Oberstleutnant. Sie sind Enkel des Johann Ferdinand von Schönfeld, Unternehmer, Kunstsammler und Schriftsteller, Sohn eines Prager Buchdruckers, welcher das Familienunternehmen zum größten Verlag in Prag (1787 mit 17 Pressen) ausbaute.
Anton von Schönfeld erhielt eine militärische Ausbildung an der Theresianischen Militärakademie in Wiener Neustadt ab 1838. 1845 wurde er zum Leutnant ernannt, 1846 nach Absolvierung des höheren Curses als Leutnant zum Infanterieregiment Nr. 42 (Herzog von Wellington) ausgemustert. Seinen ersten militärischen Einsatz hatte er 1848 bei der Verteidigung des Stilfserjochs.
Bereits 1849 war Schönfeld Generalstabsoffizier und zeichnete sich bei den Schlachten von Mortara und der Novara aus, erlitt dabei einen Schuss in die rechte Kinnbacke. 1850 erfolgte die Beförderung zum Hauptmann zweiter, 1854 zum Hauptmann erster Klasse im Generalstab, wo er sich unter Josef Wenzel Radetzky von Radetz, Heinrich von Heß, Ludwig von Benedek, Ferencz József Gyulay und Philipp Franz von Stadion-Thannhausen dem praktischen Generalstabsdienst widmete. 
Am 21. April 1859 wurde von Schönfeld außertourlich zum Major im Infanterieregiment Nr. 33 (Graf Gyulai) befördert; 1862 zum Generalstab zurückversetzt, 1862 wurde er zum Oberstlieutenant und Generalstabschef des VII. Armeekorps in Italien ernannt. 
Im Jahr 1863 wurde er in das k.u.k. Kriegsministerium berufen. Dort plante er den Einsatz der Truppen für den Aufmarsch an der Eider im Deutsch-Dänischen Krieg. An den folgenden Friedensverhandlungen mit Dänemark war er beteiligt. 1865 wurde er zum Obersten und Kommandanten des Infanterieregiments Nr. 63 ernannt, 1869 zum Brigadier bei der 13. Truppendivision, mit der er an der Bekämpfung des Aufstandes in Dalmatien teilnahm. 
1870 rückte Freiherr von Schönfeld zum Generalmajor vor, 1873 befasste er sich mit der Ausarbeitung des Infanterie-Exerzier-Reglements. Als im selben Jahr Schah Nasreddin von Persien Wien besuchte, wurde er dem Monarchen zur Ehrendienstleistung zugeteilt und schrieb darüber ein historisch bedeutsames Tagebuch.
Im November 1875 erfolgte die Ernennung zum Feldmarschallleutnant; am 4. Juni 1876, nach dem Tode des Freiherrn von John, zum Chef des Generalstabes.  1876 wurde er Chef des Generalstabs mit Beteiligung an der Ausarbeitung der ersten Aufmarschpläne gegen Russland und Italien sowie am Okkupationsfeldzug in Bosnien vom 1878. Nach vorübergehenden politischen Schwierigkeiten 1894/1895 Adlatus des Erzherzogs Albrecht von Österreich-Teschen.
Nach einer an seinem Sohn festgestellten unheilbaren Krankheit gab Anton Freiherr von Schönfeld die Funktion des Generalstabschefs im Jahr 1881 wieder ab. Nach Jahren als Kommandant verschiedener Corps und ab 1. November 1886 als Feldzeugmeister – wurde er nach dem Tod von Erzherzog Albrecht von Österreich-Teschen im Jahr 1895 Generaltruppeninspektor der k.u.k. Armee, eine Funktion, die er bis an sein Lebensende beibehielt. 
1897 wurden aus Anlass seines 70. Geburtstag dem Jubilar als dem ältesten im Heere activ dienenden ehemaligen Zögling der Theresianischen Militärakademie Glückwünsche dargebracht.

## Lebensende
In den Morgenstunden des 7. Jänner 1898 verstarb Feldzeugmeister Anton Freiherr von Schönfeld in seiner Wohnung Reisnerstraße 21, Wien-Landstraße, an einer nach einer Hüftoperation eingetretenen Herzschwäche. Am Leichenbegängnis in Wien (Einsegnung: Votivkirche) nahm Kaiser Franz Joseph I. teil, ebenso ein Vertreter von Kaiser Wilhelm II.  Der Verstorbene wurde letztwillig in der Familiengruft auf dem Ortsfriedhof von Vöslau beigesetzt. 

## Angehörige
Anton Freiherr von Schönfeld war seit 26. Februar 1851 mit der Engländerin Georgiana Letitia Mary Anne Nevill (* 9. April 1826 in London; † 7. Juni 1890 in Garmisch-Partenkirchen) verehelicht, mit welcher er drei Kinder hatte, die noch vor ihm verstorben sind. Am 8. Jänner 1896 ehelichte er die Französin Heloise Céline de Marion (* 25. Juli 1854 in Paris; † 17. Februar 1933 in Wels, begraben am Friedhof Bad Vöslau).

## Publikationen
- (Anonymus): Christl Catanzaro (Hrsg.), Eberhard Krüger: Des Schah von Persien Aufenthalt in Österreich 1873. Tagebuch geführt von einem Augenzeugen. 1. Auflage. Münchner Materialien und Mitteilungen zur Irankunde, Band 6. Two-Step Communications, München 2003, ISBN 3-00-011177-8.

## Auszeichnungen, Ehrungen
- Ritter III. Klasse des Ordens der Eisernen Krone, 14. Juli 1849 [1]
- Ritterkreuz des Leopold-Ordens, 1864 [3]
- Militärverdienstkreuz, 3. Oktober 1866 [1]
- Ehrenbürgerschaft der Stadt Budva, 1870 [3]
- Ritter II. Klasse des Ordens der Eisernen Krone, 15. Jänner 1870 [1]
- Erhebung in den Freiherrnstand, 13. Juli 1870 [1]
- Wirklicher Geheimer Rat, 12. Juni 1876 [8]
- Ritter I. Klasse des Ordens der Eisernen Krone, 18. Juni 1879 [1]
- Der Komponist Carl Michael Ziehrer widmete dem Freiherrn den Schönfeld-Marsch, Op. 422. Uraufführung war am 16. Oktober 1890.[9] Der Marsch war Traditionsmarsch des mit 1. September 1956 als Infanteriebataillon 10 gegründeten, am 1. April 1960 in Panzerbataillon 10 umbenannten und bis Ende 2006 bestehenden Verbandes (Kopal-Kaserne, 3. Panzergrenadierbrigade, ab 1998 4. Panzergrenadierbrigade).[10][11]
- Großkreuz des Leopold-Ordens, 1889 [1]
- Militär-Verdienstmedaille am roten Bande, Dezember 1892 [1]
- Großkreuz mit Brillanten des Roten Adlerordens, 1892 [3]
- Ehrensäbel von Kaiser Wilhelm aus Anlass der Teilnahme an den großen Manövern bei Kőszeg, 1893 [1]
- Ritter II. Klasse des Preußischen Kronenordens mit Schwertern, o. J. [8]
- Großkreuz des sächsischen Albrechts-Ordens, o. J. [8]
- Großkreuz des Ordens der Württembergischen Krone, o. J. [8]
- Großkreuz des Großherzoglich Hessischen Ludwigsordens, o. J. [8]
- Großkreuz des Großherzoglich Hessischen Philipps-Ordens mit Schwertern, o. J. [8]
- Großkreuz des Sachsen-Ernestinischen Hausordens, o. J. [8]
- Großoffizier der französischen Ehrenlegion, o. J. [8]
- Großkreuz des königlich serbischen Takovo-Ordens, o. J. [8]
- Großkreuz des Sterns von Rumänien mit Schwertern, o. J. [8]
- Großoffizier des persischen Sonnen- und Löwenordens, o. J. [8]
- Preußisches Düppeler Sturmkreuz, o. J. [8]
- Preußisches Alsenkreuz, o. J. [8]
- Mecklenburg-Schwerin’sches Militärverdienstkreuz, o. J. [8]